# 美国恐怖故事
《美國恐怖故事》（英語：American Horror Story）是美國恐怖電視劇系列。每一季為一個不同的獨立故事，遵循不同的角色和設定。第一季《凶宅》，該系列于2011年10月5日在美國有線電視FX首播。最新季數第十二季《精致》2023年9月20日開播。
儘管各個季節的收視情況各不相同，但《美國恐怖故事》在很大程度上受到電視評論家的好評，尤其是演員潔西卡·蘭芝（Jessica Lange）獲得了大多數讚譽，後者曾獲得兩項艾美獎，金球獎和美國演員工會獎。凱西·貝茲（Kathy Bates）和詹姆士·克倫威爾（James Cromwell）各自的表演獲得了艾美獎，而Lady Gaga則獲得了金球獎。 該系列受到FX網絡的高度評價，其第一季是2011年收視率最高的新有線電視系列。

## 集數
| 季數 | 篇名     | 集数 | 集数 | 首播日期       | 首播日期       |
| 季數 | 篇名     | 集数 | 集数 | 首映           | 季终           |
| ---- | -------- | ---- | ---- | -------------- | -------------- |
| 1    | 凶宅     | 12   | 12   | 2011年10月5日  | 2011年12月21日 |
| 2    | 瘋人院   | 13   | 13   | 2012年10月17日 | 2013年1月23日  |
| 3    | 女巫集會 | 13   | 13   | 2013年10月9日  | 2014年1月29日  |
| 4    | 畸形秀   | 13   | 13   | 2014年10月8日  | 2015年1月21日  |
| 5    | 旅館     | 12   | 12   | 2015年10月7日  | 2016年1月13日  |
| 6    | 羅亞諾克 | 10   | 10   | 2016年9月14日  | 2016年11月16日 |
| 7    | 異教     | 11   | 11   | 2017年9月5日   | 2017年11月14日 |
| 8    | 啟示錄   | 10   | 10   | 2018年9月12日  | 2018年11月14日 |
| 9    | 1984     | 9    | 9    | 2019年9月18日  | 2019年11月13日 |
| 10   | 二部連映 | 10   | 10   | 2021年8月25日  | 2021年10月20日 |
| 11   | 紐約市   | 10   | 10   | 2022年10月19日 | 2022年11月16日 |
| 12   | 精致     | 9    | 9    | 2023年9月20日  | 2024年4月26日  |

## 季數簡介

### 第一季：凶宅（2011）
此為美國恐怖故事正式播出之第一季，總篇名《凶宅》，以「不忠」為主軸，串起各個角色間愛恨情仇。

故事發生在2011年的哈蒙一家－精神科醫師班（迪倫·麥狄蒙）、妻子薇薇安（康妮·布里登）以及他們十七歲的女兒紫羅蘭（泰莎·法蜜嘉），係因班在薇薇安流產休養期間，和自己的學生發生婚外情曝光，為了拯救破碎婚姻，一家遠從波士頓搬至洛杉磯，開始新生活。
哈蒙一家入住這棟以當地極低價格買下的豪宅後，結識了其鄰居亦為該豪宅前屋主的蘭登一家－婦人康絲坦絲（潔西卡·蘭芝）和她的兩個孩子－泰特（伊凡·彼得斯）和亞蒂（潔咪·布魯爾）；以及毀容怪人賴瑞·哈維（丹尼斯·歐海爾）。
期間，班和薇薇安不斷試圖修復他們之間的關係，而有著輕微抑鬱症的女兒小紫，在泰特身上找到了能夠讓她倚靠的溫暖臂膀。
不久後，他們發現蘭登一家和賴瑞經常打擾一家子的生活，房子似乎也隱約著透露著某種訊息
，最後，哈蒙一家發現，原來數十年來的屋主、房客們從來沒離開過...

### 第二季：瘋人院（2012－13）
此為美國恐怖故事播出之第二季，總篇名《瘋人院》，以「理智」為主軸。

故事發生在美國的60年代，1964年。講述新英格蘭區的一間療養院「荊棘崖 Briarcliff」裡所發生的光怪陸離的事件。荊棘崖裡只有三種人－醫療人員（醫生和護士）、神職人員（神父與修女）以及精神病患（罪犯）。偌大的療養院運作由嚴峻冷酷的修女茱德（潔西卡·蘭芝）和她的門生瑪莉·尤妮絲（莉莉·拉貝），以及療養院創始人，亦為主教的提摩西·霍華德（喬瑟夫·范恩斯）共同負責。而在院內治癒患者的醫生包括－精神科醫生．奧利佛·崔德森（沙查·昆圖）和殘暴的科學家兼主治醫生亞瑟·亞登（詹姆斯·克倫威爾）。眾多病患中，亦不乏宣稱入院是遭到冤枉的，包含女同性戀記者拉娜·溫特絲（莎拉·保羅森）、遭指控為連續殺人兇手的基特·沃克（伊凡·彼得斯）、性成癮症花痴雪莉（克蘿伊·塞凡妮）以及涉嫌殺害繼父母的少女兇手葛蕾絲·伯特蘭（麗茲·布羅歇蕾）。入住「荊棘崖」的患者們經常能感受到超自然現象和科學的影響，其中包括惡魔附身和外星人劫持人類等事件。

### 第三季：女巫集會（2013－14）
此為美國恐怖故事播出之第三季，總篇名《女巫集會》，以「壓抑」為主軸；具體而言，為被邊緣化的群體及對女權的迫害。

故事設定在2012年，倒敘設定在中世紀、1830、1970年代。在「賽勒姆女巫審判」後，倖存下來的女巫後代幾乎滅絕，並再度陷入於危險之中。凡是遺傳到非常人的「女巫」血脈等人，總會莫名地遭到暴力攻擊。因此，一所設立於紐澳良的神秘女子寄宿學院便成為了「女巫庇護所」，讓擁有如此獨特血統的女性能夠受到一定程度的保護，不為外界所侵害。然而，當今巫力最強大的「超級女巫」費歐娜·古德（潔西卡·蘭芝），卻長期怠忽職守，並未善盡領導「女巫團」職責，一味仗勢其能力遊戲人間，同時履行自己不可告人的目的。費歐娜之女柯迪莉亞（莎拉·保羅森），則為「羅比喬克斯傑出女子學院」院長，迎接了甫加入學院的新女巫柔依·班森（泰莎·法蜜嘉），擁有悲慘經歷而轉至學院的少女。劇情主要講述「女巫團」與「巫毒幫」兩派僵持數百年的敵對關係，以及「巫毒女王」瑪莉·拉馮（安吉拉·巴塞特）與名媛連環殺手黛爾菲·拉勞里（凱西·貝茲）之間的歷史恩怨。其他主題包括「巫術」、「巫毒」、「種族主義」、家庭關係（母女）。

### 第四季：畸形秀（2014－15）
此為美國恐怖故事播出之第四季，總篇名《畸形秀》，以「畸形」為主軸。

故事背景设定在1950年代，讲述了一个靠畸形的怪人表演作为卖点的杂技团的兴衰与发展。1952年，佛罗里达州的Jupiter小镇。美国仅存的一个杂耍表演团竭力在电视时代到来之前将生意维持下去。艾爾莎·瑪斯（潔西卡·蘭芝）是畸形秀的負責人，跑遍各區醫院，尋找最怪異的人類，本身極富表演慾，內心懷著好萊塢夢。貝蒂／多特·塔特勒（莎拉·保羅森）為連體雙胞胎，擁有兩顆頭一個身體，姊妹兩人個性迥異。吉米·達林（伊凡·彼得斯），龍蝦人，富正義感與使命感。艾索·達林（凱西·貝茲），鬍子女，吉米的母親，是團裡的精神人物。隨著故事進展，角色的黑暗與悲慘過去將被一一揭露。當地小鎮突如其來的連續謀殺案搞得居民人心惶惶，團員是否涉案開始被警方懷疑。另一方面，旅團的經營日漸困難，負責人艾爾莎開始尋找各種手段，試圖扭轉當前局勢，卻因為自私的表演慾，不容許團員搶走她的風采。

### 第五季：旅館（2015－16）
故事設定在2015年，倒叙设定在20世纪20年代、70年代、80年代前期、90年代中期。
1930年，富有迷人但是精神錯亂的大亨詹姆斯·馬爾希（伊凡·彼得斯）出資建造了富麗堂皇、堪稱當時裝飾藝術典範的Cortez旅館。事實上，這座迷宮般的建築（旅館中充斥著各種死胡同、密室和數不勝數的暗門）是馬爾希用來隱藏自己血腥犯罪行為的幌子。多年後的今天，伯爵夫人伊莉莎白·強森（女神卡卡）買下了Cortez旅館。她是一位魅力四射的交際花，總是出現在各種藝術展的開幕式和時裝秀上。她同時也是一種可怕的怪物，她的容貌和體型多年未曾變化，但她依靠的並非美容和減肥，而是吸食人血。她沒有吸血鬼的尖牙，而是用鋒利的鏈甲手套來殺人。她非常強勢，而且閱歷豐富，沒有什麼東西能逃過她的眼睛。這位伯爵夫人對愛情與性慾有著無窮的飢渴，因此引發了一段又一段三角關係。她最近的兩個情人分別是同樣嗜血成性、迷戀性愛的唐納文（馬特·波莫）和剛剛被「轉化」的男模崔斯坦（芬恩·維特羅克）。唐納文希望過安穩日子，這無法滿足伯爵夫人的野心。於是伯爵夫人在Cortez旅館舉辦的一場時裝秀上遇到了崔斯坦，崔斯坦同樣是個「癮君子」，同樣十分好色，這使得伯爵夫人和他一拍即合。他心甘情願地受伯爵夫人誘惑，並被她轉化成「嗜血者」。
Cortez旅館中充斥著形形色色的人物，他們當中包括：演員雷蒙娜·羅耶是伯爵夫人的舊情人，她正試圖復仇；唐納文的母親艾莉絲（凱西·貝茲）是Cortez旅館的前台接待員；麗茲·泰勒（丹尼斯·歐海爾）是位跨性別者，伯爵夫人專門為他起了這個新名；莎莉·麥坎納（莎拉·保羅森）是個癮君子，同時是伯爵夫人的密友；有家室的偵探約翰·羅威（魏斯·班特利）正在調查狡猾的「十誡殺手」（Ten Commandments Killer）在洛杉磯犯下的系列血腥謀殺案，一條神秘的線索將他引到高深莫測的Cortez旅館。除此之外，Cortez旅館中還潛伏著一個名叫「癮魔」（The Addiction Demon）的怪物，他和《美國恐怖故事》前幾季中的「橡膠人」（Rubberman）、「血臉」 （Bloodface）身份相似。他沒有眼睛也沒有鼻子和嘴巴，但卻拿著一個噁心的、像鑽頭的人造陰莖。
本季的核心是「相信吸血鬼存在的迷信」（vampirism），但本劇中不會使用「吸血鬼」這個名詞，而是「古老的血液病毒」。它是某種「血友病」，沒有尖牙和披風（吸血鬼的標準外表）。在《旅館》中，女神卡卡飾演的伯爵夫人及其情人唐納文（馬特·波莫）、崔斯坦（芬恩·維特羅克）全都感染了這種病毒，這使得他們對人血產生欲渴。當《旅館》播到一半的時候，劇情將解釋伯爵夫人的背景、病毒的起源等問題。雖然沒有尖牙，但伯爵夫人和唐納文所戴的鎖子甲手套都很鋒利，能輕易劃破喉嚨。此外，本季有一集故事會重返第一季的「謀殺之屋」（Murder House），使得第一季和第四季「有了相互關聯」。而且……第一季中將鬼屋賣給哈蒙一家人的房地產經紀人瑪西（克莉絲汀·艾斯塔布魯克）會出現在《旅館》中——她是同樣可怕的Cortez旅館的經紀人。許多劇迷不禁有這樣的疑問：為什麼瑪西代理的房地產全都是這種「鬼屋」？她究竟是什麼人？莫非她是……魔鬼的代言人？

### 第六季：羅亞諾克（2016）
故事設定在2015至2016年，倒敘設定主要在16世紀末，講述了發生在北卡羅來納州一座翻修過的農舍中的超自然事件。該農舍位於1588年羅阿諾克殖民地集體失蹤事件發生處。2015年，謝爾比·米勒（莉莉·拉貝飾）、她的丈夫馬特（安德烈·霍蘭德飾）以及馬特的姐姐李·哈里斯（阿迪娜·波特飾）在一部名為《我的羅阿諾克噩夢》的熱門紀錄片中講述了他們一年前住在農舍的悲慘經歷，包括他們遇到了昔日住戶們、暴力的統治者和住在附近的食人普克家族，以及誘人的英國女巫卡薩哈（女神卡卡飾）。
以戲劇性的重現米勒家族的故事為特色，這部紀錄片取得了巨大的成功。奧黛麗·廷戴爾（莎拉·保羅森飾）在此劇扮演謝爾比；多米尼克·班克斯（小古巴·古丁飾）扮演馬特；莫奈·圖穆席美（安吉拉·巴塞特飾）扮演李；艾格尼絲·瑪麗·溫斯特德（凱西·貝茨飾）扮演托馬辛·懷特，也就是「屠婦」，幽靈殖民地的領袖；狄倫（韋斯·本特利飾）扮演托馬辛的兒子，安博斯·懷特；威廉·凡·亨德森（丹尼斯·奧黑爾飾）扮演伊萊亞斯·坎寧翰，一位對該地區發生的超自然現象著迷的教授；羅里·莫納漢（伊凡·彼得斯飾）扮演愛德華·菲利普·莫特，房子的建造者和第一任主人。他因此劇而結識奧黛麗，兩人後來結婚。
2016年，這部紀錄片的成功催生了續集《重返羅阿諾克：地獄三日》，由原系列的製片人席尼·亞隆·詹姆斯（夏安·傑克遜飾）帶頭，他邀請了米勒一家，以及許多原紀錄片中的演員，在血月期間返回農舍三天。在他的安排下，所有人的動作都將被隱藏攝影機捕捉到。儘管米勒一家知道房子裡的鬼魂是真的，但三個人都同意返回，因為他們都有各自的企圖。暴力的「殖民者」們出現後，演員和工作人員們很快就成為了他們的目標，最終發生了混亂而悲慘的災難。

### 第七季：異教（2017）
故事設定在2016至2018年，倒敘設定在2001年。位於底特律郊區的布魯克菲爾德小鎮(虛構)在唐納·川普當選總統後陷入分裂。當地餐館老闆艾莉·梅菲爾-理查茲（莎拉·保爾森飾）和她的妻子艾薇（艾莉森·皮爾飾）都心煩意亂。儘管得到了精神病醫生魯迪·文森特博士（夏安·傑克遜飾）的幫助，但在接下來幾周，艾莉反而變得越來越不穩定，因為她長期壓抑的恐懼症開始重新出現，並開始影響她與妻子和兒子奧茲（庫柏·道森飾）的關係。
另一邊，厭惡女性的另類右翼人士凱·安德森（伊凡·彼得斯飾）為選舉結果歡欣鼓舞，並準備透過競選市議員來爭取政治權力。梅菲爾-理查茲一家聘請凱的妹妹溫特(比莉·盧德飾)作為他們的保姆。儘管艾莉越來越焦慮和偏執，但她仍試圖重新適應正常生活。最近，她開始被一群穿著小丑裝束的蒙面人驚嚇，這些襲擊者只在她獨自一人時才出現，讓周圍的人懷疑她是否真正受到攻擊，或者他們只是艾莉的幻覺。
社區中還有其他形形色色的人物。威爾頓夫婦，哈里森（比利·艾希納飾）和梅朵（萊斯利·格羅斯曼飾）搬進社區，成為了艾莉的新鄰居；而新聞記者貝弗利·霍普（阿迪娜·波特飾）則積極地在犯罪現場報導謀殺案；加里·K·朗斯特里特（查茲·博諾飾），一位手臂截肢的超市老闆，似乎是一名過度熱情的川普支持者；和艾莉一樣處於混亂之中的，還有傑克·塞繆爾（科爾頓·海恩斯飾），他是一名警官，他調查了艾莉所遭遇的襲擊，對艾莉的說法表示懷疑。
隨著時間過去，艾莉開始將她所謂的小丑襲擊者與小鎮上發生的許多奇怪事件聯繫起來。她開始擔心鎮上的每個人都會襲擊她，這加劇了她對周圍人日益增長的不信任。然而，此時的她還不知道，這只是她悲慘遭遇的開端。

### 第八季：末日(2018)
故事設定在第三次世界大戰，同時劇情穿插了第一季《凶宅》、第三季《女巫集會》及第五季《旅館》。
富家千金可可(萊絲莉·葛羅斯曼飾)和她的私人助理馬洛里(比莉·盧德飾)在一間髮廊設計髮型，突然，所有人的手機都接收到一條警告，核彈即將摧毀洛杉磯。然後，可可接通了她的父親的視訊電話，她的家人正在香港，而那裡恰好是核彈第一個攻擊目標，因此他們已經逃不掉了。父親告訴可可，他在「合作社」買了四張入場券，叫她搭上私人飛機趕往「第三號避難所」，說完，核彈就引爆了。可可打了電話讓男友布洛克(比利·艾斯納飾)趕往機場，但他因塞車而無法趕至。可可的髮型設計師加蘭特先生(伊凡·彼得斯飾)聽到了他們的對話，便帶著他的奶奶伊芙(瓊·考琳絲飾)，頂替了她男友的位置上了飛機。
爆炸前40分鐘，提摩西(凱爾·艾倫飾)正得知他錄取了UCLA(加州大學洛杉磯分校)，然而，一群黑衣人卻找上門來告知提摩西，他被「合作社」選上了。由於他那優秀的基因，他得到了去避難所的機會。他被黑衣人們抓去那裡，但也因此逃過了核彈攻擊。前往避難所的過程中，他結識了另一位有著優良基因的人：艾蜜莉(艾希莉·桑托斯飾)。在避難所的掌管者：威爾艾米娜(莎拉·保羅森飾)及其手下米德女士(凱西·貝茲飾)的帶領下，他們也成為「第三號避難所」的一份子。
究竟「合作社」是什麼？而避難所裡的人又會遇到什麼樣可怕的事情呢？

### 第九季：1984(2019)
故事主要設定於1984年和1989年，在1985年和2019年有次要劇情設定，倒敘設定在1948年、1970年和1983年。
布魯克·普森 (艾瑪·羅伯茨飾)在遭遇連環殺手理察·拉米雷茲 (柴克·維拉飾）的襲擊後，為了避避風頭，她決定和一群在健身房認識的朋友，前往剛重新開放且偏遠的紅木夏令營做輔導員。這群輔導員包括幽默風趣的賽維爾·普林頓 (科迪·費恩飾)、運動好手柴特·克蘭西 (蓋斯·柯沃西飾)、醫學系學生雷·鮑威爾(狄隆·霍頓飾)和精力充沛的蒙塔娜·杜克(比莉·盧德飾)。
到達營地後，他們遇到了營地的主人，虔誠的瑪格麗特·布斯(萊絲莉·葛羅斯曼飾)。她是1970年紅木夏令營大屠殺的唯一生還者，左耳被砍下。紅木營地的其他人包括其護士麗塔(安潔莉卡·羅斯飾)、活動指導崔佛·克許納(馬修·莫里森飾)和營地廚師伯蒂(塔拉·卡西恩飾)。
在輔導員安頓下來的第一天晚上，當年紅木夏令營大屠殺的兇手，人稱「叮噹先生」的班傑明·瑞克特(約翰·卡羅·林區飾)，逃離精神病院後重返營地，在那裡展開他新一輪的暴力犯罪。然而，他的暴行也使眾人的秘密被揭開，紅木營地的過往真相亦逐漸清晰。而在紅木營地裡的成員之中，有誰能逃離這腥紅煉獄？眾人又各自隱瞞了什麼？

### 第十季：二部連映(2021)
本季分為兩部不同的故事。第一到六集為「紅潮」，第七到十集為「死亡谷」。
紅潮：面臨創作瓶頸的作家哈利·嘉納（芬恩·維特羅克飾）、他懷孕的妻子，室內設計師朵莉絲（莉莉·拉貝飾），還有他們的女兒阿爾瑪（里安·基拉·阿姆斯壯飾）搬到馬薩諸塞州一個偏僻的海濱小鎮普羅溫斯頓過冬，讓哈利找尋創作靈感，交出讓經紀人烏蘇拉·坎恩（萊絲莉·葛羅斯曼飾）滿意的作品。他們安頓下來後，發現鎮上有一些奇怪的居民，包含一個名叫「肺結核凱倫」的古怪流浪女（莎拉·保羅森飾）、懷有作家夢的男妓米奇（麥考利·克金飾、菜鳥警察局長伯利森（阿迪娜·波特飾）、室內設計師霍登·范恩（丹尼斯·奧黑爾飾）、化名「雲雀」的紋身師兼地下牙醫萊絲莉·費爾德曼（比莉·盧德飾）、與世隔絕的「化學家」（安潔莉卡·羅斯飾），以及一群被稱為「蒼白人」的嗜血怪物，他們令小鎮的冬天變得危險而恐怖。一天晚上，哈利去了一家名為繆斯的酒吧，在那裡他遇到了兩位大人物：作曲家奧斯丁·薩默斯（伊凡·彼得斯飾）和筆名「貝兒·諾爾」的情色小說家莎拉·康寧翰（法蘭西絲·康諾飾），他們向哈利介紹了一種神秘的黑色藥丸，宣稱這就是他們創造力的來源。哈利抱持著嘗試的心態服藥，他沒想到的是，在他吞下第一顆藥丸時，嘉納一家人的命運將永遠改變。
死亡谷：本部的每一集都被分成前後兩部分。前半部分為黑白畫面，講述總統德懷特·艾森豪（尼爾·麥克唐納飾）在沙漠中找到了在1937年失蹤的飛行員愛蜜莉亞·艾爾哈特（莉莉·拉貝飾）後，遇見了被外星人附身的瑪莉亞·懷考夫（蕾貝卡·達楊飾），她向總統提出一個恐怖的交易，而他的妻子瑪米·艾森豪（莎拉·保羅森飾）也將在這場交易中扮演重要角色。後半部分為彩色畫面，講述四名大學生：坎朵·卡爾（凱亞·葛伯飾）、潔美·霍華（瑞秋·希爾森飾）、特洛伊·洛德（艾薩克·鮑威爾飾）和卡爾·坎朋（尼可·葛利森飾）前往沙漠旅遊，卻被外星人挾持，並使他們四人都懷上了外星人寶寶。他們後來被帶去一個神秘的實驗室待產，在那裡認識了卡利可（萊絲莉·葛羅斯曼飾）和管理者西塔（安潔莉卡·羅斯飾）。他們腹中的胎兒到底是什麼生物？他們又將落得什麼下場？

### 第十一季：紐約市(2022)
1981年，紐約市發生了一系列針對同志族群的謀殺案，而紐約市警局對此卻消極對待，引發同志們的不滿。深櫃警探派翠克·雷德（羅素·托維飾）和他的搭檔，紐約本土記者吉諾·巴爾力（喬·曼泰洛飾），以及他的前妻芭芭拉（萊絲莉·葛羅斯曼飾），開始調查兩個分別化名為「老大」（馬修·威廉·畢夏飾）和「懷特利先生」（傑夫·希勒飾）的連環殺手。然而，對調查的意見分歧使他們的關係陷入困境。亞當·卡彭特（查理·卡佛飾）加入了他們的行列，他是一個年輕的同志，而他的朋友失蹤了。卡彭特的搜索使他與攝影師西奧·格雷夫斯（艾薩克·鮑威爾飾）建立了聯繫，這引起了山姆（柴克瑞·昆杜飾）的嫉妒。與此同時，漢娜·威爾斯博士（比莉·盧德飾）正在調查一種從火島傳播的新型病毒，法蘭（桑德拉·伯恩哈德飾）正積極從事女同志運動，而海王星浴場的經營者兼歌手凱西·皮薩茲（帕蒂·盧龐飾）則想方設法處理觀眾減少的問題。他們又會和這些命案牽扯上什麼關係呢？

### 第十二季：詭孕(2023)
渴望擁有小孩的女明星 (艾瑪·羅伯茨飾)，在好姐妹 (金·卡戴珊飾)的支持下開始備孕。備孕期間發現有陌生女子(卡拉·迪瓦伊飾)在監視她 ，與老公和姐妹討論被監視的事情，卻被認爲是備孕藥物導致的幻覺跟噩夢。她的耳邊經常傳來一個神秘聲音，令女子確信一切是爲了讓她不懷孕生子。而在徵兆反覆出現下，暗藏危險的謎團，亦將一一揭開……

### 未來
2018年12月5日，節目主創萊恩·墨菲表示第三季《女巫集會》和第八季《启示录》中的女巫們將在以後劇集中再次回歸，但不會出現在第九季。

## 收視
| 季數 | 季數     | 每季集數 | 每季集數 | 每季集數 | 每季集數 | 每季集數 | 每季集數 | 每季集數 | 每季集數 | 每季集數 | 每季集數 | 每季集數 | 每季集數 | 每季集數 |
| 季數 | 季數     | 1        | 2        | 3        | 4        | 5        | 6        | 7        | 8        | 9        | 10       | 11       | 12       | 13       |
| ---- | -------- | -------- | -------- | -------- | -------- | -------- | -------- | -------- | -------- | -------- | -------- | -------- | -------- | -------- |
|      | 凶宅     | 3.18     | 2.46     | 2.59     | 2.96     | 2.74     | 2.83     | 3.06     | 2.81     | 2.85     | 2.54     | 2.59     | 3.22     | –        |
|      | 瘋人院   | 3.85     | 3.06     | 2.47     | 2.65     | 2.78     | 1.89     | 2.27     | 2.36     | 2.22     | 2.21     | 2.51     | 2.30     | 2.29     |
|      | 女巫集會 | 5.54     | 4.51     | 3.78     | 3.71     | 3.80     | 4.16     | 4.00     | 4.07     | 3.94     | 3.49     | 3.46     | 3.35     | 4.24     |
|      | 畸形秀   | 6.13     | 4.53     | 4.44     | 4.51     | 4.22     | 3.65     | 3.91     | 3.30     | 3.07     | 2.99     | 3.11     | 2.94     | 3.27     |
|      | 旅館     | 5.81     | 4.06     | 3.20     | 3.04     | 2.87     | 2.64     | 2.64     | 2.31     | 2.14     | 1.85     | 1.84     | 2.24     | –        |
|      | 羅亞諾克 | 5.14     | 3.27     | 3.08     | 2.83     | 2.82     | 2.48     | 2.62     | 2.20     | 2.43     | 2.45     | –        | –        | –        |
|      | 異教     | 3.93     | 2.38     | 2.25     | 2.13     | 2.20     | 2.15     | 2.07     | 2.06     | 1.48     | 1.82     | 1.97     | –        | –        |
|      | 啟示錄   | 3.08     | 2.21     | 1.95     | 2.02     | 2.12     | 2.01     | 1.85     | 1.63     | 1.65     | 1.83     | –        | –        | –        |
|      | 1984     | 2.13     | 1.49     | 1.34     | 1.29     | 1.09     | 1.35     | 1.05     | 1.05     | 1.08     | –        | –        | –        | –        |
|      | 二部連映 | 0.93     | 0.58     | 0.70     | 0.61     | 0.64     | 0.73     | 0.69     | 0.48     | 0.58     | 0.58     | –        | –        | –        |
|      | 紐約市   | 0.38     | 0.28     | 0.38     | 0.28     | 0.27     | 0.19     | 0.27     | 0.15     | 0.27     | 0.19     | –        | –        | –        |

## 獎項

### 黃金時段艾美獎
- 第64屆黃金時段艾美獎
  - 迷你劇集/電視電影最佳女配角：潔西卡·蘭芝
  - 最佳迷你劇集/電視電影/特別節目髮型
  - 提名—迷你劇集/電視電影最佳女主角：康妮·布里登
  - 提名—迷你劇集/電視電影最佳女配角：法蘭西絲·康諾
  - 提名—迷你劇集/電視電影最佳男配角：丹尼斯·歐海爾
  - 提名—迷你劇集/電視電影/特別節目最佳藝術指導："Open House (Part 7)"
  - 提名—迷你劇集/電視電影/特別節目最佳藝術指導："Pilot"
  - 提名—最佳迷你劇集/電視電影/特別節目服裝
  - 提名—最佳片頭設計
  - 提名—最佳迷你劇集/電視電影/特別節目化妝（非整形/假肢）
  - 提名—最佳電視劇/迷你劇集/電視電影/特別節目化妝（整形/假肢）
  - 提名—最佳單攝像機迷你劇集/電視電影/特別節目圖像剪輯
  - 提名—最佳迷你劇集/電視電影/特別節目音效剪輯
  - 提名—最佳單攝像機迷你劇集/電視電影混音
  - 提名—最佳特技協調
  - 提名—最佳迷你劇集/電視電影
  - 提名—迷你劇集/電視電影/特別節目最佳選角

- 第65屆黃金時段艾美獎
  - 最佳迷你劇集/電視電影/特別節目音效剪輯
  - 迷你劇集/電視電影最佳男配角：詹姆斯·克倫威爾
  - 提名—迷你劇集/電視電影/特別節目最佳藝術指導
  - 提名—最佳迷你劇集/電視電影/特別節目服裝
  - 提名—最佳迷你劇集/電視電影/特別節目髮型
  - 提名—最佳片頭設計
  - 提名—最佳迷你劇集/電視電影/特別節目化妝（非整形/假肢）
  - 提名—最佳電視劇/迷你劇集/電視電影/特別節目化妝（整形/假肢）
  - 提名—最佳單攝像機迷你劇集/電視電影混音
  - 提名—迷你劇集/電視電影/特別節目最佳藝術指導
  - 提名—最佳迷你劇集/電視電影攝影
  - 提名—迷你劇集/電視電影/特別節目最佳選角
  - 提名—迷你劇集/電視電影最佳女主角：潔西卡·蘭芝
  - 提名—迷你劇集/電視電影最佳男配角：Zachary Quinto
  - 提名—迷你劇集/電視電影最佳女配角：莎拉·保羅森
  - 提名—最佳單攝像機迷你劇集/電視電影/特別節目圖像剪輯
  - 提名—最佳迷你劇集/電視電影

### 金球獎
- 第69屆金球獎
  - 最佳電視劇、連續短劇與電視電影女配角：潔西卡·蘭芝
  - 提名—最佳戲劇類影集
- 第70屆金球獎
  - 提名—最佳連續短劇與電視電影女主角：潔西卡·蘭芝
- 第71屆金球獎
  - 提名—最佳連續短劇或電視電影
  - 提名—最佳連續短劇與電視電影女主角：潔西卡·蘭芝
- 第72屆金球獎
  - 提名—最佳連續短劇與電視電影女主角：潔西卡·蘭芝
  - 提名—最佳電視劇、連續短劇與電視電影女配角：凱西·貝茲
- 第73屆金球獎
  - 最佳連續短劇與電視電影女主角：女神卡卡

### 美國演員工會獎
- 第18屆美國演員工會獎
  - 提名—戲劇類最佳女主角：潔西卡·蘭芝
- 第19屆美國演員工會獎
  - 提名—戲劇類最佳女主角：潔西卡·蘭芝
- 第20屆美國演員工會獎
  - 提名—戲劇類最佳女主角：潔西卡·蘭芝

### 美國電影學會獎
- 2012年美國電影學會獎
  - 年度十佳影集 - 美國恐怖故事：瘋人院

## 外部連結
- 官方网站
- 互联网电影数据库（IMDb）上《American Horror Story》的资料（英文）
- American Horror Story （页面存档备份，存于） at TV.com